# المدرسة القاسمية
المدرسة القاسمية هي مدرسة من مدارس مدينة تونس، تأسّست في العهد الحسيني. تستمدّ المدرسة اسمها من اسم مؤسّسها، الحاج قاسم ابن الحاج علي بن يوسف الجربي و هو شيخ توفّي سنة 1936 الموافق ل 1355 هجري.

## موقعها
تقع المدرسة في ضريح سيدي سريدك.

## تاريخها
افتتحها محمد الحبيب باي سنة 1928 الموافق ل 1347 هجري، و قد قدّم نيشان الافتخار للحاج قاسم مكافأة له على بناءها.

## وصفها
تحتوي المدرسة على مبيت للطّلبة و مدرسة قرآنية للأطفال (كتاب).